# NGC 2541
NGC 2541 (również PGC 23110 lub UGC 4284) – galaktyka spiralna z poprzeczką (SBc), znajdująca się w gwiazdozbiorze Rysia. Odkrył ją William Herschel 9 marca 1788 roku.